# Ministrymon inoa
Ministrymon inoa is een vlinder uit de familie van de Lycaenidae. De wetenschappelijke naam van de soort werd als Thecla inoa in 1887 gepubliceerd door Godman & Salvin.